# Iris Lemanczyk
Iris Lemanczyk (* 1964 in Kirchheim unter Teck) ist eine deutsche Kinder- und Jugendbuchautorin.
Lemanczyk studierte Geographie und Germanistik in Tübingen. Nach einer Weltreise, die später Stoff für ihr erstes Buch liefern sollte, machte sie Volontariate bei der Südwest-Presse in Ulm und der Neuen Württembergischen Zeitung in Göppingen, und arbeitete dann u. a. für die Allgemeine Zeitung (Windhoek) in Namibia. 1997 erschien ihr erstes Buch Mein Lehrer kommt im Briefumschlag, seither ist sie als freie Schriftstellerin und Journalistin tätig.
Iris Lemanczyk ist Mitglied im Verband Deutscher Schriftsteller (VS).

## Auszeichnungen
- 1999: Literatur Stipendium des Landes Baden-Württemberg
- 2002: Stadtschreiberin von Rottweil

## Bibliografie

### Kinder- und Jugendliteratur
- Mein Lehrer kommt im Briefumschlag, Ensslin Verlag, Reutlingen 1997 ISBN 978-3-7709-0916-2.
- Ich bin doch nicht blöd, Ensslin Verlag, Reutlingen 1999 ISBN 978-3-7709-0954-4.
- Verrat im Stangenwald, Books on Demand, Norderstedt 2000 ISBN 978-3-8311-0564-9.
- Das verlorene Land – Eine Flucht aus Tibet, Ravensburger Buchverlag, Ravensburg 2005 ISBN 978-3-473-34448-2.
- Shi Wu und die Kinderdiebe, Horlemann-Verlag, Bad Honnef 2005 ISBN 978-3-89502-285-2.
- Ins Paradies?, Horlemann-Verlag, Angermünde 2009 ISBN 978-3-89502-391-0.
- Stern über Indien, Horlemann-Verlag, Berlin 2015 ISBN 978-3-89502-385-9.
- Über Stock und Stein – Schulwege weltweit, Verlag an der ESTE, Buxtehude 2017 ISBN 978-3-86865-377-9.
- Angekommen?, Horlemann, Berlin 2019, ISBN 978-3-89502-404-7.

### Sachbücher
- Fremder Iran – Sittenwächter wandern nicht, Mana-Verlag, Berlin 2018 ISBN 978-3-95503-107-7